# Городищенская
Городи́щенская — сельский населённый пункт в Красноборском районе Архангельской области. Входит в состав Телеговского сельского поселения.

## География
Городищенская располагается на юге Красноборского района, на берегу реки Северная Двина, недалеко от места впадения в неё реки Евда. Расстояние до Красноборска составляет 7 км (10 км по автодороге), до Архангельска — 545 км, до Котласа — 55 км.
Деревня практически срослась с деревней Ершевской, центром Телеговского сельского поселения Красноборского района.

## Население
| 2009 | 2010 |
| ---- | ---- |
| 161  | ↘119 |

Возрастной состав
На 2009 год составляло из 161 человек 21 пенсионер и 29 детей.

## Инфраструктура
- Продовольственный магазин.
- Клуб, фельдшерский пункт, почтовое отделение, несколько магазинов находятся в соседней деревне Ершевской.
- Рядом с деревней Городищенской находится детский оздоровительный санаторий им. Фаворской и музей-усадьба художника А. А. Борисова.

## Транспорт
Через деревню Городищенская проходит автодорога Архангельск — Котлас. Деревня связана автобусным сообщением с Красноборском, Котласом, Великим Устюгом, Коряжмой, Архангельском, Северодвинском.
Автобусы:
- Котлас — Красноборск — Котлас (Остановка в Городищенской)
- Архангельск — Котлас — Архангельск (Остановка в Городищенской)
- Архангельск — Коряжма — Архангельск (Остановка в Городищенской)
- Северодвинск — Котлас — Северодвинск (Остановка в Городищенской)
- Котлас — Черевково — Котлас (Остановка в Городищенской)
- Котлас — Верхняя Тойма — Котлас (Остановка в Городищенской)
- Архангельск — Великий Устюг — Архангельск (Остановка в Городищенской)

## Карты
- Городищенская на карте Wikimapia Архивировано 25 августа 2011 года.